# 企画工場
企画工場（きかくこうじょう）は、2019年10月3日（2日深夜）から2020年3月12日（11日深夜）まで、テレビ朝日の木曜日2:21 - 2:51（水曜日深夜）放送のバラエティ番組中心テレビ放送枠であり、深夜番組レーベルの名称。

## 概要
他の特別番組の放送枠より深い時間帯で、他の深夜番組と比較してもより挑戦的な新企画のバラエティ番組を前後編の2週毎に放送する単発特別番組枠。

## ラインナップ
放送日付はJST。
| 放送年 | 放送日   | 放送時間    | 番組名                                                    | 主な出演者                                                                                             | 主な出演者                                                                                             | 外部リンク                                                |
| ------ | -------- | ----------- | --------------------------------------------------------- | --- | --- | --------------------------------------------------------- |
| 2019年 | 10月03日 | 2:21 - 2:51 | THIS IS ME                                                | 原田龍二、くっきー!（野性爆弾)                                                                         | 原田龍二、くっきー!（野性爆弾)                                                                         | THIS IS ME                                                |
| 2019年 | 10月10日 | 2:31 - 3:01 | THIS IS ME                                                | 川平慈英                                                                                               | 川平慈英                                                                                               | THIS IS ME                                                |
| 2019年 | 10月17日 | 2:55 - 3:25 | 人生逆転!カリスマ塾                                       | ローランド                                                                                             | 林美桜（テレビ朝日アナウンサー）                                                                       |                                                           |
| 2019年 | 10月24日 | 2:25 - 2:55 | 人生逆転!カリスマ塾                                       | ローランド                                                                                             | 吉村崇（平成ノブシコブシ）                                                                             |                                                           |
| 2019年 | 11月07日 | 2:21 - 2:51 | 墓ち墓ち探訪～偉人たちの墓参り～                          | ミキ、西村瑞樹（バイきんぐ）                                                                           | ミキ、西村瑞樹（バイきんぐ）                                                                           |                                                           |
| 2019年 | 11月14日 | 2:25 - 2:55 | 墓ち墓ち探訪～偉人たちの墓参り～                          | ミキ、西村瑞樹（バイきんぐ）                                                                           | ミキ、西村瑞樹（バイきんぐ）                                                                           |                                                           |
| 2019年 | 11月21日 | 2:21 - 2:51 | 新語・流行語爆誕バラエティ オギャブラリー                 | 若林正恭（オードリー）、黒木ひかり、ねお、田中卓志（アンガールズ）、久冨慶子（テレビ朝日アナウンサー） | 若林正恭（オードリー）、黒木ひかり、ねお、田中卓志（アンガールズ）、久冨慶子（テレビ朝日アナウンサー） | オギャブラリー                                            |
| 2019年 | 11月28日 | 2:21 - 2:51 | 新語・流行語爆誕バラエティ オギャブラリー                 | 若林正恭（オードリー）、黒木ひかり、ねお、田中卓志（アンガールズ）、久冨慶子（テレビ朝日アナウンサー） | 若林正恭（オードリー）、黒木ひかり、ねお、田中卓志（アンガールズ）、久冨慶子（テレビ朝日アナウンサー） | オギャブラリー                                            |
| 2019年 | 12月12日 | 2:21 - 2:51 | 中田敦彦のSTAND UP STUDY                                  | 中田敦彦（オリエンタルラジオ）                                                                         | ヒカル                                                                                                 | 中田敦彦のSTAND UP STUDY                                  |
| 2019年 | 12月19日 | 2:26 - 2:56 | 中田敦彦のSTAND UP STUDY                                  | 中田敦彦（オリエンタルラジオ）                                                                         | 久保裕丈                                                                                               | 中田敦彦のSTAND UP STUDY                                  |
| 2020年 | 1月09日  | 2:35 - 3:05 | 有吉クイズ                                                | 有吉弘行、池田美優、せいや（霜降り明星）、宮下草薙、薄幸（納言）、野村真季（テレビ朝日アナウンサー）   | 有吉弘行、池田美優、せいや（霜降り明星）、宮下草薙、薄幸（納言）、野村真季（テレビ朝日アナウンサー）   |                                                           |
| 2020年 | 1月16日  | 2:31 - 3:01 | 有吉クイズ                                                | 有吉弘行、池田美優、せいや（霜降り明星）、宮下草薙、薄幸（納言）、野村真季（テレビ朝日アナウンサー）   | 有吉弘行、池田美優、せいや（霜降り明星）、宮下草薙、薄幸（納言）、野村真季（テレビ朝日アナウンサー）   |                                                           |
| 2020年 | 1月30日  | 2:21 - 2:51 | 駆け込み婚活パーティー～こじらせ男女はマッチングできる?～ | 川島明（麒麟）、森川友義、坂下千里子                                                                   | 川島明（麒麟）、森川友義、坂下千里子                                                                   | 駆け込み婚活パーティー～こじらせ男女はマッチングできる?～ |
| 2020年 | 2月06日  | 2:21 - 2:51 | 駆け込み婚活パーティー～こじらせ男女はマッチングできる?～ | 川島明（麒麟）、森川友義、坂下千里子                                                                   | 川島明（麒麟）、森川友義、坂下千里子                                                                   | 駆け込み婚活パーティー～こじらせ男女はマッチングできる?～ |
| 2020年 | 2月13日  | 2:21 - 2:51 | #テレビ鬼～それは、SNSを使った現代の鬼ごっこ。            | 大久保佳代子（オアシズ）、ぺこぱ                                                                       | 大久保佳代子（オアシズ）、ぺこぱ                                                                       | #テレビ鬼                                                 |
| 2020年 | 2月20日  | 2:21 - 2:51 | #テレビ鬼～それは、SNSを使った現代の鬼ごっこ。            | 大久保佳代子（オアシズ）、ぺこぱ                                                                       | 大久保佳代子（オアシズ）、ぺこぱ                                                                       | #テレビ鬼                                                 |
| 2020年 | 3月05日  | 2:25 - 2:55 | 衝撃一家                                                  | 秋山竜次（ロバート）、吉村崇（平成ノブシコブシ）、山本雪乃（テレビ朝日アナウンサー）                   | 秋山竜次（ロバート）、吉村崇（平成ノブシコブシ）、山本雪乃（テレビ朝日アナウンサー）                   | 衝撃一家                                                  |
| 2020年 | 3月12日  | 2:21 - 2:51 | 衝撃一家                                                  | 秋山竜次（ロバート）、吉村崇（平成ノブシコブシ）、山本雪乃（テレビ朝日アナウンサー）                   | 秋山竜次（ロバート）、吉村崇（平成ノブシコブシ）、山本雪乃（テレビ朝日アナウンサー）                   | 衝撃一家                                                  |